# Allocosa umtalica
Allocosa umtalica är en spindelart som först beskrevs av William Frederick Purcell 1903.  Allocosa umtalica ingår i släktet Allocosa och familjen vargspindlar. Inga underarter finns listade i Catalogue of Life.